# Бременская футбольная ассоциация
Бременская футбольная ассоциация (нем. Bremer Fußball-Verband) — региональная общественная организация, отвечающая за развитие футбола на территории немецкой федеральной земли Бремен и основанная в августе 1946 года.

## Коротко об истории организации
Официальным днем создания ассоциации является 2 августа 1946 года. До этого футбол на территории Бремена находился в ведении соответствующих органов Нижней Саксонии.

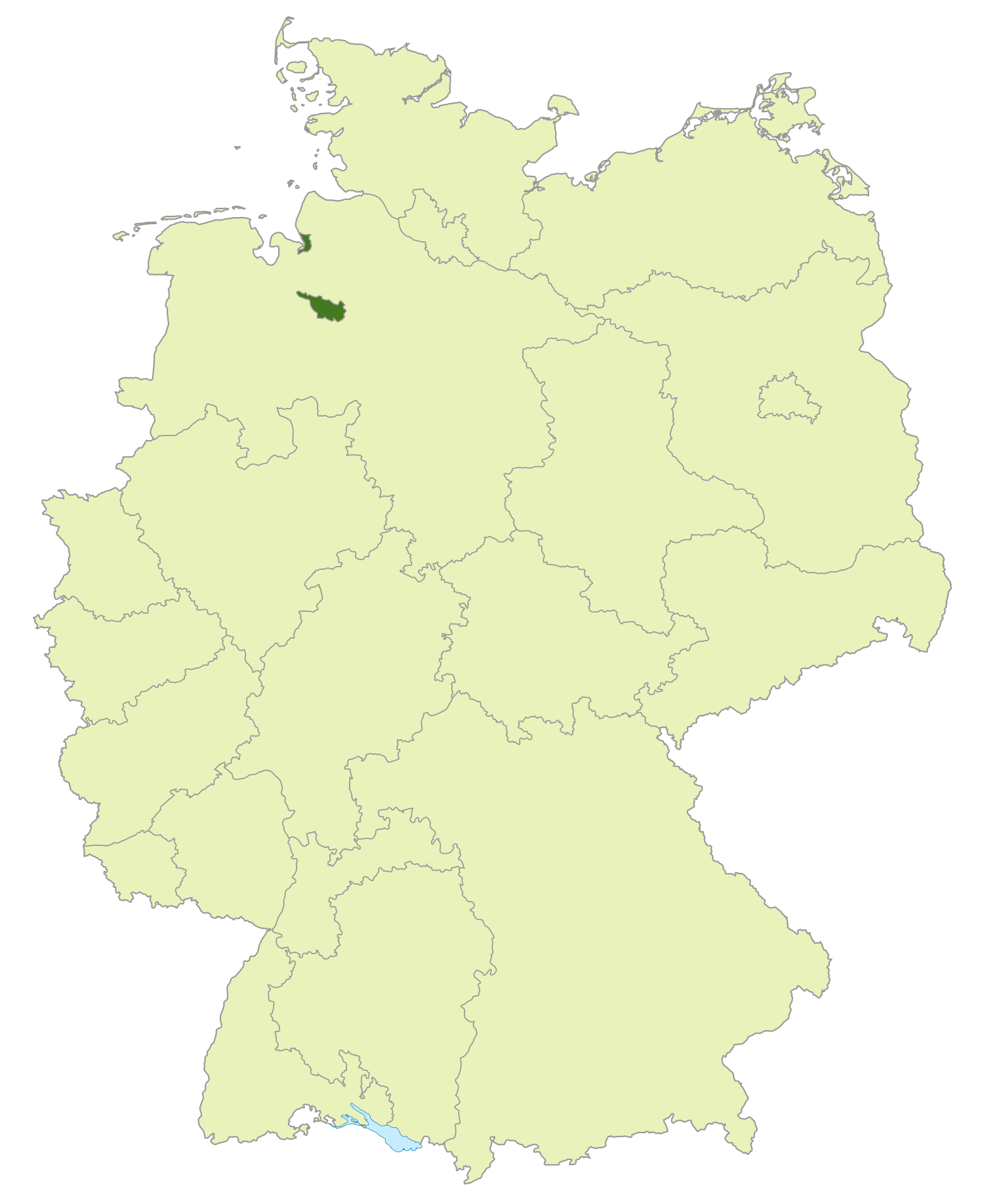
Бременская футбольная ассоциация на карте региональных футбольных лиг Германии

## Соревнования, организуемые ассоциацией
BFV с 1947 года контролирует проведение розыгрышей Бремен — Лиги и регионального Кубка Бремена (с 1951). Действующим чемпионом Бремен — Лиги (по состоянию на сезон 2019\20, поскольку сезон 2020\21 был отменен из — за пандемии коронавируса) является клуб «Обернойланд», а обладателем земельного Кубка в сезоне 2020/21 стал «Бремер».

## BFV и киберспорт
В 2021 году Бременская футбольная ассоциация стала инициатором проведения Кубка Бремена по киберфутболу, победитель которого квалифицировался на аналогичные общенациональные соревнования.

## Правовой статус и руководство
Штаб-квартира BFV расположена в городе Бремен рядом со стадионом «Везерштадион». Ассоциация является частью Немецкого футбольного союза (DFB). Действующий президент BFV — Бьерн Фекер. Управляющий директор ассоциации — Йенс Дортманн. На данный момент в состав организации входит 1267 команд (некоторые из них при этом базируются в Нижней Саксонии), суммарно насчитывающих в своих рядах 44 688 членов.